# Dernier kilomètre
Pour les articles homonymes, voir Mobilité du dernier kilomètre et Kilomètre (homonymie).
Le « dernier kilomètre » est l'ensemble des agents, opérations et équipements associés et mis en œuvre dans les derniers segments de la chaîne de distribution finale des biens ou services.
L'expression s'applique aux réseaux les plus divers : réseaux logistiques et de transport, réseaux câblés ou de télécommunications.

## Enjeu du «dernier kilomètre»
En France, le dernier kilomètre pèse à l'échelle nationale environ 20 % du trafic, occupe 30 % de la voirie et se trouve être à l’origine de 25 % des émissions de gaz à effet de serre. Au fur et à mesure que le produit se rapproche de son destinataire final, le coût unitaire de transport augmente et arrive donc à son maximum au cours du dernier kilomètre.
En Île-de-France, plus d’un million de livraisons sont effectuées chaque jour auprès de 70 000 établissements[réf. nécessaire].

## Coût du dernier kilomètre
Réduire de dix minutes le temps de trajet au départ d'un entrepôt urbain de taille moyenne peut ainsi générer une économie d'un million d'euros par an selon l'étude de Cushman & Wakefield.
Selon une étude du CapGemini Research institute, la livraison du dernier kilomètre représente en moyenne 41 % du coût total de la chaîne logistique dans le cas d'une livraison à domicile.
Les entreprises cherchent donc à réduire ce poids sur leur bénéfice, notamment par l'utilisation de ventes multimodales.

## Modalités de traitement du dernier kilomètre en logistique
Sur le plan économique et logistique, l’e-commerce est générateur d’emploi et d’activité pour de très nombreuses petites entreprises, aussi bien dans les grandes agglomérations que dans les plus petites villes. Mais il est aussi à l’origine d’une multiplication des transports de colis, de flux retours et d’un accroissement de l’exigence de service faisant de la livraison du dernier kilomètre le cœur de la chaîne de valeur de l’e-commerce.
Ce nouveau moyen de consommation a forcé les acteurs historique de nombreux secteurs à repenser leurs services logistiques, notamment de livraison qui ont fortement évolué durant les deux premières décennies 2000.

### Ledrive

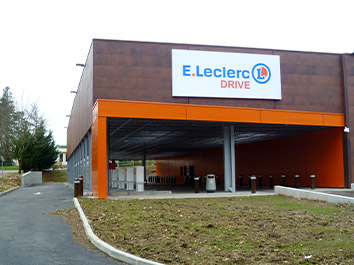
Drive Leclerc à Craponne.

Les drives sont un des modes de retrait des achats effectués sur Internet pour des consommateurs motorisés. Ils se sont essentiellement développés dans le secteur des achats alimentaires sur internet, à l’initiative des groupes de grande distribution. Il y avait en France quatre mille drives en juillet 2018.
En septembre 2017, les 4 226 drives français génèrent environ 5 % de toute la consommation alimentaire, proposant en moyenne 12 000 références à la vente par drive.

### Retrait en magasin
Le retrait en magasin est similaire au drive à cela près qu'il évite aux consommateurs d'utiliser un véhicule motorisé.
Les trois modèles de retrait en magasin sont : 
- la réservation en ligne. Proposée par de nombreux sites car assez simple à mettre en œuvre, elle permet à un consommateur de réserver un produit présent en magasin. Le consommateur se déplace, peut vérifier ou essayer l’article et l’acheter à ce moment précis. Il est ainsi certain de trouver le produit disponible en magasin ;
- la commande à partir du stock du magasin. Le consommateur commande sur internet un article qui est disponible dans le point de vente. La présence dans le point de vente permet une mise à disposition très rapide, par exemple en une heure. Le magasin est utilisé comme point de retrait ;
- la commande à partir d’un stock central. Cette solution permet au commerçant de proposer en ligne une gamme de produits plus large qu’en magasin. Le délai de mise à disposition est par contre étendu, le produit vendu ne provenant pas du rayon du point de vente.

Après la livraison à domicile et la livraison en point-relais, le retrait en magasin apparaît comme la troisième forme de livraison en France, selon la FEVAD.

### Les points de dépôt
Le point de dépôt est un point de vente associé à un réseau de distribution et acceptant de recevoir, selon des règles convenues, des biens destinés à être livrés au plus proche du domicile d'un consommateur final pour que celui-ci puisse commodément en prendre possession.
Selon l’Ifop, 50 % des internautes utilisent les points relais comme mode de livraison principal. Ils représentent un avantage certain sur le plan économique puisque ce système limite le nombre d’arrêts des livreurs (quinze arrêts en moyenne pour les points relais contre 50 pour les livraisons à domicile). La livraison en point de dépôt est donc moins coûteuse que la livraison à domicile et elle a également un impact environnemental positif.
C'est également une double source de revenue pour les commerçants acceptant de distribuer ces colis, la rémunération directe liée à la distribution, de 0,30 à 0,50 euro par colis pour une taille standard et surtout la rémunération indirecte par un flux de clients supplémentaire.

### Les consignes à colis
Alternative aux points relais, les consignes à colis sont des automates constitués de cases dans lesquelles sont positionnées des colis. Ces automates disposent d’une borne permettant au client de s’identifier (code numérique ou QR code) afin d’obtenir l’ouverture de la case.
Il a l'avantage de pouvoir être déployé partout et d'avoir des coûts de fonctionnement inférieur aux points relais.

### La consolidation des flux

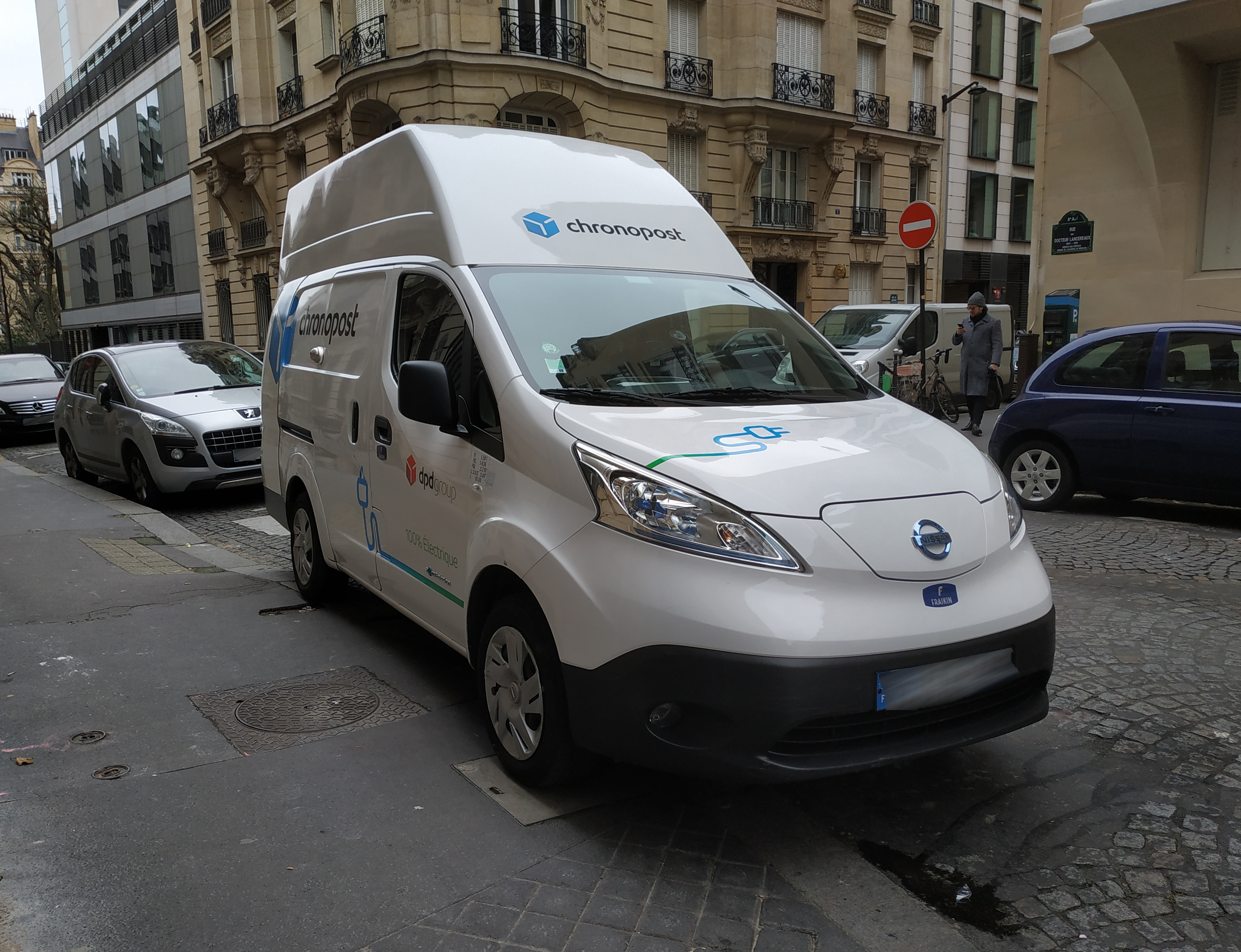
Véhicule de livraison électrique de la société Chronopost, Paris 2020.

Le premier levier d'amélioration pour le dernier kilomètre est la consolidation des flux, une opération qui consiste à massifier les flux pour en rationaliser l’acheminement. Il s’agit pour les partenaires de réduire leurs coûts en améliorant le remplissage des véhicules. Cette massification est permise par le regroupement de plusieurs chargements en vue d’une expédition unique.
On peut notamment consolider les flux à l'aide d'espace logistique urbain (ELU), duquel repartent ensuite de petits véhicules propres, comme l’a par exemple fait Chronopost sur son site de Beaugrenelle ou de la place de la Concorde.
Malgré leurs loyers plus élevés, les entrepôts urbains affichent des coûts d'acheminement systématiquement inférieurs à ceux d'entrepôts de distribution, généralement situés hors des villes ou des métropoles. Le recours à ces entrepôts urbains réduit le temps de parcours et les coûts salariaux, nécessite moins de carburant tout en optimisant l'usage des véhicules.